# 9. Festiwal Polskich Filmów Fabularnych w Gdańsku
9. Festiwal Polskich Filmów Fabularnych odbył się w 1984 w Gdańsku.
Rolę gospodarza pełnił Bronisław Cieślak.

## Filmy konkursowe
111 dni letargu, reż. Jerzy Sztwiertnia
Akademia pana Kleksa, reż. Krzysztof Gradowski
Austeria, reż. Jerzy Kawalerowicz
Był jazz, reż. Feliks Falk
Czas dojrzewania, reż. Mieczysław Waśkowski
Danton, reż. Andrzej Wajda
Do góry nogami, reż. Stanisław Jędryka
Edward i Stefan, reż. Andrzej Konic
Fucha, reż. Michał J. Dudziewicz
Grzechy dzieciństwa, reż. Krzysztof Nowak
Gwiezdny pył, reż. Andrzej Kondratiuk
Haracz szarego dnia, reż. Roman Wionczek
Historia pewnej miłości, reż. Wojciech Wiszniewski
Jest mi lekko, reż. Janusz Kidawa
Kamienne tablice, reż. Ewa Petelska i Czesław Petelski
Karate po polsku, reż. Wojciech Wójcik
Kartka z podróży, reż. Waldemar Dziki
Katastrofa w Gibraltarze, reż. Bohdan Poręba
Konopielka, reż. Witold Leszczyński
Krzyk, reż. Barbara Sass
Krzyś, reż. Grzegorz Warchoł
Limuzyna Daimler-Benz, reż. Filip Bajon
Na straży swej stać będę, reż. Kazimierz Kutz
Niech cię odleci mara, reż. Andrzej Barański
Pastorale heroica, reż. Henryk Bielski
Planeta krawiec, reż. Jerzy Domaradzki
Powinowactwo, reż. Waldemar Krzystek
Przeznaczenie, reż. Jacek Koprowicz
Przyspieszenie, reż. Zbigniew Rebzda
Seksmisja, reż. Juliusz Machulski
Toccata, reż. Aleksander Kuc
Tragarz puchu, reż. Stefan Szlachtycz
Ultimatum, reż. Janusz Kidawa
W starym dworku, reż. Andrzej Kotkowski
Wedle wyroków twoich, reż. Jerzy Hoffman
Widziadło, reż. Marek Nowicki
Wielki Szu, reż. Sylwester Chęciński
Wir, reż. Henryk Jacek Schoen
Wszystko powiem Lilce, reż. Wiktor Skrzynecki
Wyłap, reż. Henryk Dederko

## Jury
- Jerzy Toeplitz (przewodniczący) – historyk filmu
- Tadeusz Chmielewski – reżyser
- Henryk Kluba – reżyser
- Michał Misiorny – krytyk
- Kazimierz Młynarz – krytyk
- Zbigniew Safjan – literat, scenarzysta
- Elżbieta Staniek-Rek – Wicedyrektor Departamentu Programowego NZK
- Jan Świderski – aktor
- Krzysztof Winiewicz – operator
- Zygmunt Wiśniewski – dziennikarz
- Jerzy Zabłocki – artysta plastyk

## Laureaci
Wielka Nagroda Festiwalu – Złote Lwy Gdańskie: Austeria reż. Jerzy Kawalerowicz
- Nagroda Specjalna Jury: Gwiezdny pył reż. Andrzej Kondratiuk

Nagrody Główne – Srebrne Lwy Gdańskie:
- Seksmisja, reż. Juliusz Machulski,
- Konopielka, reż. Witold Leszczyński

Nagrody Indywidualne – Brązowe Lwy Gdańskie:
- debiut reżyserski: Waldemar Dziki Kartka z podróży
- rola żeńska: Dorota Stalińska Krzyk
- rola męska: Władysław Kowalski Kartka z podróży
- najlepszy film niepełnometrażowy: Jerzy Sztwiertnia 111 dni letargu
- scenariusz: Aleksander Kuc Toccata
- zdjęcia: Witold Dąbal Wir
- scenografia: Janusz Sosnowski Seksmisja
- muzyka: Zbigniew Raj W starym dworku, czyli niepodległość trójkątów
- dźwięk: Jerzy Blaszyński Akademia pana Kleksa
- montaż: Mirosława Garlicka Niech cię odleci mara

Nagroda Dziennikarzy: Danton, reż. Andrzej Wajda
Nagrody pozakonkursowe:
- Nagroda „Gazety Festiwalowej” – Człowiek znikąd, reż. Józef Kłyk
- Nagroda Zrzeszenie Okręgowych Przedsiębiorstw Rozpowszechniania Filmów „Polkino”:
  - Akademia pana Kleksa, reż. Krzysztof Gradowski
  - Seksmisja, reż. Juliusz Machulski
- Nagroda Polskiego Archiwum Jazzu – Był Jazz, reż. Feliks Falk